# Gérald Touillon
Gérald Touillon est un acteur, réalisateur et musicien français. Fin 2015, il rejoint l'équipe des chroniqueurs de l'émission Made in Groland, dans laquelle il intervient pour quelques sketches sous le nom de Gérald Flon, correspondant permanent en France.

## Biographie
Gérald Touillon commence sa carrière au début des années 2000 en participant à la création du collectif lillois Trash et Tradition, qui monte des spectacles mêlant théâtre, musique et arts visuels divers. En 2007, il interprète, réalise et sort son premier long métrage intitulé Paulo Anarkao, faux documentaire intimiste dans lequel son père Paulo Anarkao tient le rôle principal. Gérald Touillon, narrateur en voix-off, joue le rôle d'un fils qui a perdu son père de vue depuis plusieurs années et souhaite voir comment ce dernier a vécu, et vit, depuis tout ce temps. Le film remporte un prix « Brutal d'or » au Festival Cinémabrut et est sélectionné au festival du film de Groland, à Quend, en 2012.
Entre 2013 et 2015, il lance et co-gère une association pluridisciplinaire basée à Tournus, où il séjourne alors régulièrement. La structure organise de petits événements culturels et, en 2015, coproduit le second long métrage de Gérald Touillon avec les membres de Trash et Tradition.
En 2015, Tranquilou sort sur les écrans. Il est diffusé à Paris dans le cadre de l'Étrange Festival et reçoit le prix Michael Kael au festival du film grolandais Fifigrot à Toulouse. À la suite de son apparition dans le film en tant que Fouchard, ignoble patron de bar, l'équipe de Groland le retient pour incarner l'un des deux rôles principaux du Gros métrage, long métrage tiré de l'univers Groland et diffusé pour la première fois le 19 décembre 2015 sur Canal+.
Après un troisième long métrage autoproduit et autodistribué, hommage aux films de séries Z intitulé Happy Water, Gérald Touillon commence en Saône-et-Loire, où il s'est installé, la préparation du tournage d'un nouveau projet cinématographique en 2024. 

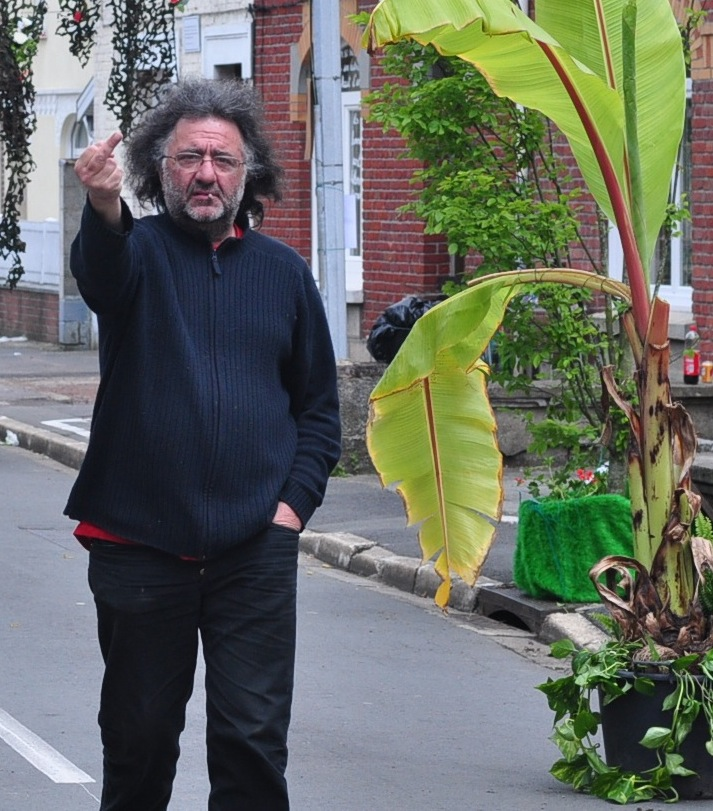
Paulo Anarkao, « père » et personnage principal du film homonyme de Gérald Touillon

## Filmographie

### Réalisateur
- 2007 : Paulo Anarkao, Brutal d'or au festival Cinémabrut 2008
- 2015 : Tranquilou, prix Michael Kael au festival Fifigrot 2015
- 2022 : Happy Water — La Source de la peur

### Acteur
- 2007 : Paulo Anarkao : lui-même
- 2015 : Tranquilou : Fouchard, le patron de bar
- 2015 : Groland le gros métrage : Guy
- 2022 : Happy Water — La Source de la peur